# Brzezinki (Warszawice)
Brzezinki – część wsi Warszawice w Polsce, położona w województwie mazowieckim, w powiecie otwockim, w gminie Sobienie-Jeziory.
W latach 1975–1998 Brzezinki administracyjnie należały do województwa siedleckiego.